# Джим Томпсон (дизайнер)
Джеймс Гаррісон Вілсон Томпсон, відомий як Джим Томпсон (21 березня 1906 — зник 26 березня 1967; оголошений мертвим у 1974) — американський бізнесмен, який допоміг відродити тайську шовкову промисловість у 1950-1960-х роках. На момент зникнення він був одним із найвідоміших американців, що живуть в Азії. Time стверджував, що він «майже самотужки врятував життєво важливу шовкову промисловість Таїланду від зникнення».